# Inge Boström
Sten Inge Boström, född 4 oktober 1929 i Ovansjö församling, Gävleborgs län, död 6 oktober 2012 i Boo församling i Stockholms län, var en svensk violinist och orkesterledare.
Inge Boström var utbildad för Charles Barkel vid Musikhögskolan i Stockholm samt utomlands för Gioconda de Vito i Italien och Michel Schwalbé i Schweiz. Han var förste violinist i Konsertföreningen i Stockholm 1951–1957, förste konsertmästare i Gävle orkesterförening 1957–1958 och förste violinist i Radioorkestern i Stockholm 1964–1974.
Han var kammarmusiker i Boströmkvartetten 1959–1962, vilken gjorde inspelningar för Sveriges Radio, och i Boströmtrion som han bildade tillsammans med Hertha Fischer och Göran Holmström 1973. Från 1972 ledde han Nya kammarorkestern, bestående av medlemmar från Stockholms filharmoniska orkester och Sveriges Radios symfoniorkester. Vidare var han ledare för flera amatörorkestrar i Storstockholmsområdet, på orter som Nacka, Solna och Saltsjöbaden.
Åren 1951–1956 var han gift med operasångerskan Margareta Hallin (1931–2020) med vilken han fick en dotter 1952. Från 1957 var han sedan gift med Kerstin Christerson (född 1935), med vilken han fick två döttrar, födda 1967 respektive 1969.
Inge Boström är begravd på Norra begravningsplatsen utanför Stockholm.